# Odontoptilum
Odontoptilum es un género de lepidópteros ditrisios de la subfamilia Pyrginae  dentro de la familia Hesperiidae. Se encuentra en la región indomalaya.

## Especies
- Odontoptilum angulata
- Odontoptilum abbreviata
- Odontoptilum corria
- Odontoptilum pygela